# Львов (гостиница, Львов)

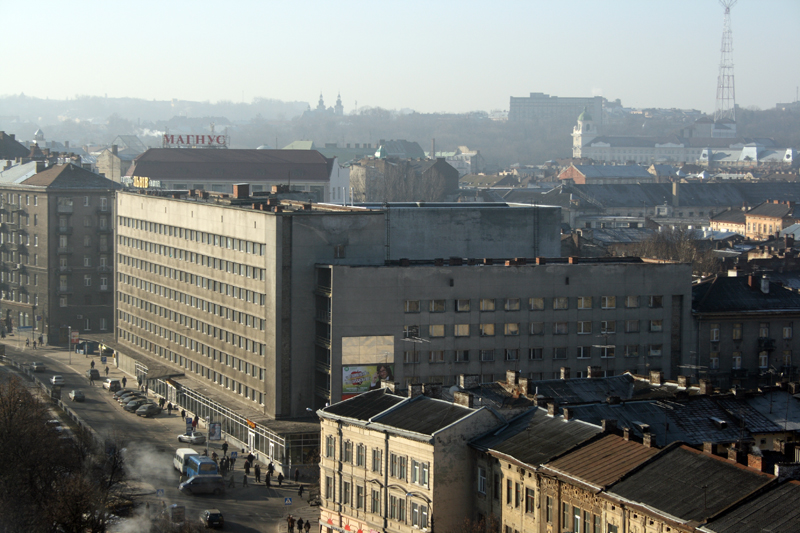
Гостиница «Львов»

«Львов» (укр. Львів) — двухзвёздочная гостиница во Львове (Украина). Расположена вблизи исторической части города, по адресу проспект Черновола, 7.
Отель «Львов» построен в 1965 году архитекторами Л.Нивиной, А.Консуловым и П.Контом; позже Нивина и Консулов были авторами ещё одной крупной гостиницы советского времени — гостиницы «Днестр» (1980). В своей архитектуре «Львов» отличается массой, пропорциями, чёткими вертикалями и горизонталями гладких плоскостей, что контрастирует с формами расположенного рядом Львовского оперного театра. В основу был положен типовый проект на 400 мест, значительно переработанный и расширенный пристройкой до объема 685 мест. Из-за ограниченности участка здание оказалось рядом с проезжей частью и не получила удобных подъездов и паркингов.
В отеле есть бар и ресторан, конференц-зал, прачечная, сауна, парикмахерская. Горячая вода подаётся в гостиницу по графику. Общее количество номеров — 370, из них: люкс — 8 ; одноместных — 161 (87 номеров с удобствами, 74 без удобств); двухместных — 192 (107 номеров с удобствами, 85 без удобств); многоместных — 9 (без удобств).
Общее количество мест — 593.